# Délégation régionale académique à la Jeunesse, à l'Engagement et aux Sports
Dans chaque région française de métropole, la délégation régionale académique à la jeunesse, à l'engagement et aux sports (DRAJES) est un service déconcentré de l'État chargé d'appliquer sa politique dans les domaines de la jeunesse (en dehors de l'éducation), du sport et de la vie associative. 
Depuis 2021, les DRAJES reprennent une partie des missions des anciennes D(RD)JSCS (Direction Régionale / Départementale de la Jeunesse, des Sports et de la Cohésion Sociale).

## Histoire
Les directions régionales de la jeunesse, des sports et de la cohésion sociale ont été créées dans le cadre de la révision générale des politiques publiques et plus spécialement du processus de regroupement des services déconcentrés de l'État. Régies par le décret no 2009-1540 du 10 décembre 2009, elles remplacent dans chaque région : 
- la direction régionale de la jeunesse et des sports (DRJS) et la direction départementale de la Jeunesse et des Sports (DDJS) ;
- la direction régionale des Affaires sanitaires et sociales (DRASS) et la direction départementale des Affaires sanitaires et sociales (DDASS) pour les missions qui n'ont pas été transférées à l'agence régionale de santé ;
- la direction régionale de l'Agence nationale pour la cohésion sociale et l'égalité des chances (ACSÉ).

Selon les termes de ce décret, la mise en place de ces agences s’est faite au 1er janvier 2010, sauf en Île-de-France où elle est créée au 1er juillet et celles d’Outre-mer qui ont été mises en place le 1er janvier 2011.
Le 1er janvier 2016, il est prévu de regrouper au sein des futures directions régionales la DRJSCS et la direction départementale chargée de la cohésion sociale. En décembre 2017, un rapport de la Cour des comptes qualifie le rôle de plusieurs administrations de l'État dont la DRJSCS comme « ni clair, ni optimal ».
En 2021, les directions régionales de la jeunesse, des sports et de la cohésion sociale (DRJSCS) sont supprimées et remplacées sur les missions de la jeunesse et des sports par les délégations régionales académiques à la jeunesse, à l'engagement et aux sports (DRAJES), placées sous l'autorité hiérarchique du recteur de région académique. Les missions de cohésion sociale sont transférées aux directions régionales de l'économie, de l'emploi, du travail et des solidarités, (DREETS).

## Missions
Dans chaque région, la DRJSCS est responsable de la politique en faveur des jeunes dans les domaines ne relevant pas des ministères chargés de l'éducation et de l'enseignement supérieur. Elle s'occupe en particulier des accueils collectifs de mineurs et des dispositifs facilitant l'insertion sociale et professionnelle des jeunes. 
Elle suit la politique de l'État dans le domaine du sport, en accompagnant les clubs et associations sportifs, en particulier dans leurs actions de formation. Elle exerce des compétences en matière d'équipements sportifs, de sport de haut niveau et de lutte contre le dopage en liaison avec l'Agence française de lutte contre le dopage. 
Elle coordonne les politiques d'action sociale, en particulier en matière de réinsertion sociale des personnes en difficulté. Elle contrôle la formation des professionnels du secteur social (confiée pour l'essentiel aux régions depuis 2004), délivre les diplômes et les reconnaissances professionnelles en la matière. Elle contribue aux politique d'égalité des chances et d'égalité sociale. 
Elle peut prendre en charge les questions d'hébergement d'urgence, sauf en Île-de-France où elles relèvent de la direction régionale et interdépartementale de l'hébergement et du logement. 
La DRJSCS assure aussi les politiques de l'État en matière de vie associative et d'éducation populaire.
La DRAJES a, en outre, pour mission de coordonner l'action des SDJES.

## Organisation
Chaque DRJSCS est placée sous l'autorité du préfet de région et est dirigée par un directeur régional de la Jeunesse, des sports et de la cohésion sociale, qui est assisté d'un ou plusieurs adjoints selon les régions.
Concernant les régions-départements d’outre-mer (Guadeloupe, Guyane, Martinique, Mayotte et Réunion) – qui regroupent sur un même territoire une région et un département – il s’agit de directions de la Jeunesse, des Sports et de la Cohésion sociale (DJSCS), la qualification superflue de régionale ayant été supprimée. 
À Saint-Pierre-et-Miquelon, les services de la DJSCS sont rassemblés dans la Direction de la Cohésion sociale, du Travail, de l’Emploi et de la Formation (DCSTEP) avec ceux de la DIRECCTE.

### Pages liées
- Liste des services déconcentrés de l'État français
- Action sociale en France
- Système éducatif en France